# (30928) Jefferson
(30928) Jefferson est un astéroïde de la ceinture principale.

## Description
(30928) Jefferson est un astéroïde de la ceinture principale. Il fut découvert le 9 octobre 1993 à La Silla par Eric Walter Elst. Il présente une orbite caractérisée par un demi-grand axe de 2,65 UA, une excentricité de 0,16 et une inclinaison de 16,3° par rapport à l'écliptique.

## Compléments